# Szabó Mihályné Pinczés Klára
Szabó Mihályné Pinczés Klára (Újpest, 1935. március 17. – Budapest, 2016. március 25.) magyar református lelkésznő, tanárnő, írónő.

## Kezdeti évek, tanulmányok
Kis súlyú koraszülöttként született, alig volt esély az életben maradására.
Újpesten, Megyeren nőtt fel. A Megyeri úti Állami Általános Iskola elvégzését követően az újpesti Kanizsay Dorottya Leánygimnáziumban érettségizett. Ezután elvégezte az Apáczai Csere János Pedagógiai Főiskolát, magyar nyelv és irodalom szakos tanári képesítését igazoló kitüntetéses diplomáját a Szegedi Pedagógiai Főiskolán vette át 1956 nyarán. Ezt követően Törtelen és Nógrádverőcén tanított.
1952-ben ismerte meg az akkor érettségiző, református teológiára készülő Szabó Mihályt, akivel elhatározták, hogy 5 év múlva, a felsőfokú tanulmányaik elvégzését követően összeházasodnak.
Miután Szabó is megszerezte teológiai diplomáját, 1957-ben házasságot kötöttek, a kor két legnevesebb református lelkésze, Joó Sándor és Gyökössy Endre eskette őket össze.

## Életpálya

### Pedagógus
A házasságkötésüket követően, 1957-ben Jászberénybe költöztek és 3 éven keresztül az ottani Kossuth utcai általános iskolában tanított. Itt született meg első két gyermekük.
1958-ban az Állami Egyházügyi Hivatal (ÁEH) meghirdette a „klerikális reakció” elleni harcot, ennek jegyében a budapesti református teológián végzett, a forradalmi eseményekben érintett fiatal lelkészeket száműzték a fővárosból. Szabó Mihályné férjét, aki seniorként, vezető teológiai hallgatóként részese volt a forradalmi eseményeknek Jászberényből Baranyába helyezték, ugyanúgy mint Szabó több, korábbi budapesti teológus társát, így Hegedűs Lorántot, Bóka Andrást vagy Czanik Pétert, hogy aztán évtizedekig, vagy akár végleg biztonságos távolságra tudják őket Budapesttől az ország távoli, legdélibb, hátrányos helyzetű részén. A kitelepítési verdikt természetesen az egész családra vonatkozott.
Az alig 700 lelkes zsákfalu, Belvárdgyula 200 fős református gyülekezetének lelkésze lett Szabó Mihály. Szabó Mihályné a 6 km-re lévő Olasz község általános iskolájában tanított, ahová 10 km-es körzetből jártak tanulni a tanulók. Belvárdgyulához öt szórványgyülekezet tartozott, melyeket az első időkben földutakon, kerékpáron lehetett csak megközelíteni. Idővel újabb, egyre nagyobb szórványgyülekezeteket csatoltak férjéhez. 1970 januárjától már Babarc és Bóly, valamint azok szórványai is hozzá tartoztak, így már 10 településen végezte szolgálatát.
A pedagógusi hivatás gyakorlásához és a lelkészi szolgálathoz a komfort nélküli belvárdgyulai paplak „biztosította” a hátteret, ahol két újabb gyermekük megszületését követően már hat főre gyarapodott család. Szabó Mihályné vasárnaponként rendszeresen elkísérte férjét a szórványistentiszteletekre is.
A legkisebb lányuk, ötödik gyermekük, Mónika születését követő évben, 1976-ban, 15 év elteltével kaptak először esélyt Belvárdgyula elhagyására. A családfő megkapta az engedélyt, hogy Mohácson folytassa lelkészi szolgálatát, ahol egy romos paplak várta őket vizes falakkal. A helyi gyülekezet adományokból és külföldi támogatások segítségével fél év alatt lakhatóvá tette a parókiát. Szabóné a mohácsi Széchenyi téri Általános Iskolában folytatta a tanítást.

### Lelkész
Szabó Mihályné 1978-ban beiratkozott a Budapesti Református Teológiai Akadémia első levelezőképzésére, ahol a képzést követően lelkészdiplomát  kapott, majd 1987-ben lelkésszé szentelték. Így már önállóan is végezhetett lelkipásztori szolgálatot, 1988-ban a Bóly-Babarc-Belvárdgyula Társegyházközség gyülekezeteiben, majd a siklósi, máriagyűdi, drávaszabolcsi és még öt további Drávamenti faluban lelkészkedett. A lelkész nélkül maradt, Moháccsal és Jugoszláviával határos falu, Kölked gyülekezetét is a mohácsihoz csatolták, valamint Hímesháza, Nagynyárád, Majs, Lánycsók, Székelyszabar, Szűr, Palotabozsok, Véménd, Homorúd és Sátorhely egyaránt ellátandó szórványgyülekezet volt, Szabó Mihályné ezeket is férjével közösen látta el református egyházi alkalmakkal az iskolai tanítási teendői mellett.
Szabóné elkötelezett híve volt az ökumenének, férjével Mohácson is kiváló kapcsolatokat ápolt a többi felekezet lelkészeivel, akikkel rendszeresen szerveztek közös, egyetemes imahetet. Szoros kapcsolatot tartott fenn az anyaországon túli magyarsággal, kiváltképpen a Délvidéken, Kárpátalján és Erdélyben. Ezeken a helyeken rendszeresen megfordult, és számos magyar református gyülekezetben szolgált. 1991-től, a délszláv háború kitörését követően férjével komoly szerepet játszottak a délvidéki magyar és nem magyar menekültek befogadásának és ellátásának megszervezésében Mohácson és környékén, így Kölkeden is.

### Író
A 2000-es évek elején nyugdíjba ment, de ez csak az iskolai tanítás befejezését jelentette, informálisan nem adta fel a folyamatos egyházi szolgálatot.
2005 húsvétján jelentette meg első naplóregényét, melyet 2014-ig öt másik követett. Rendszeres vendége volt író-olvasó találkozóknak.

## Család
Szabó Mihályné férje református lelkipásztorként szolgált, 2011. február 13-án hunyt el Budapesten, ahová Mohácsról felköltöztek nyugdíjas éveikre.
Szabó Mihályné Pinczés Klára 2016. március 25-én, Nagypénteken, 81 évesen követte hitvesét. Hamvai férje mellett a maglódi egyházi temetőben nyugszanak.
Öt gyermekük van:
- Szabó Mihály közgazdász, címzetes egyetemi docens[15][16]
- Bálint Klára maglódi református lelkipásztor, mentálhigiénés szakember, lelkigondozó[17][18]
- Brandenburgné Szabó Ildikó hitoktató
- Szabó Péter ingatlanszakértő
- Szabó Mónika karmester, egyetemi tanársegéd[19][20]

Tíz unokájuk született, köztük a nemzetközi hírű zeneszerző, egyetemi tanár Brandenburg Ádám.

## Bibliográfia
- Szabó Mihályné Pinczés Klára ,,Köröttünk már az élet csörtetett..." Baráti-Missziós-Szolgálat. 2005. ISBN 9632178130
- Szabó Mihályné Pinczés Klára A szeretet napsugarában Baráti-Missziós-Szolgálat. 2006. ISBN 0269002826685
- Szabó Mihályné Pinczés Klára Holtomiglan vagy holtáiglan... Baráti-Missziós-Szolgálat. 2007. ISBN 2399981119145
- Szabó Mihályné Pinczés Klára ,,Tovább is van, mondjam még?" BARÁTI MISSZIÓS ALAPÍTVÁNY. 2010. ISBN 9789638878205
- Szabó Mihályné Pinczés Klára  ,,Ne féljetek...!" bajtól, betegségtől, haláltól BMSZ. 2012. ISBN 978-963-88782-4-3
- Szabó Mihályné Pinczés Klára A napsugár találja meg mindig ablakodat! BMA. 2014. ISBN 978-963-88782-6-7